# Emmerlev Sogn
Emmerlev Sogn er et sogn i Tønder Provsti (Ribe Stift).
Emmerlev Sogn hørte til Tønder, Højer og Lø Herred i Tønder Amt. Emmerlev sognekommune blev ved kommunalreformen i 1970 indlemmet i Højer Kommune, der ved strukturreformen i 2007 indgik i Tønder Kommune.
I Emmerlev Sogn ligger Emmerlev Kirke.
I sognet findes følgende autoriserede stednavne:
- Duborg (bebyggelse)
- Emmerlev (bebyggelse, ejerlav)
- Emmerlev Klev (bebyggelse)
- Frifelt (bebyggelse)
- Hemme (bebyggelse)
- Kogsbøl Ladegård (landbrugsejendom)
- Kærgård (bebyggelse, ejerlav)
- Nyland (bebyggelse)
- Nymølle (bebyggelse)
- Nørre Sejerslev (bebyggelse, ejerlav)
- Sønder Sejerslev (bebyggelse, ejerlav)
- Søndergårde (landbrugsejendom)
- Tusborg (bebyggelse)
- Vester Gammelby (bebyggelse)
- Vestermark (bebyggelse)
- Vrågård (bebyggelse)

## Afstemningsresultat
Folkeafstemningen ved Genforeningen i 1920 gav i Emmerlev Sogn 563 stemmer for Danmark, 89 for Tyskland. Af vælgerne var 90 tilrejst fra Danmark, 19 fra Tyskland. 